# Chatte (bateau)
Pour les articles homonymes, voir Chatte.
Une Chatte (ou moins fréquemment Chat) était un type de voilier connu entre le XVIe siècle et XIXe siècle.
On peut différencier deux grands usages du terme « Chatte » dans ce sens: un plus grand, généralement un navire à deux mâts utilisé comme allège pour les cargaisons lourdes, telles que les canons ou les ancres, ou comme caboteur et un plus petit, typiquement un trois-mâts utilisé comme allège ou pour la pêche mais avec la particularité d'être amphidrome, avec un gouvernail pouvant être attaché à une extrémité ou l'autre et un gréement symétrique qui permettait un changement rapide de direction sans avoir à se virer de bord.

## Étymologie
L'origine du nom est incertaine. Selon Le Petit Larousse, le nom dérive de celui d'une embarcation d'origine néerlandaise, le Kat. D'autres auteurs suggèrent une origine du portugais fundo chato, ('fond plat'). Lacroix a suggéré que le nom pourrait dériver du nom des vaisseaux scandinaves de formes similaires, le chatt, mais Gilles Fortineau note que cela n'a aucune base scientifique.

## Traces
Il n'existe aucune trace archéologique connu d'un bateau d'origine, ni morceaux d'épave. Les descriptions historiques écrites sont limitées, ainsi que les plans, images ou maquettes.  

## Chatte monodrome
Définitions dans les dictionnaires publiés à partir de 1680 la terme "Chatte" était utilisé pour désigner certains navires de 60 tonneaux ou plus utilisés comme allège pour des objets lourds tels que des canons ou des ancres.
Antoine Furetière, par exemple, en 1690 a décrit 
« Chatte, en termes de marine, est une barque d'environs 60 tonneaux 
ronde de hanches & des espaules, qui est rase et sans aucun accastillage qui n'as que deux masts dont les voiles portent des bonnettes maillées »

## Chatte amphidrome

### Description
Les définitions du dictionnaire d'une "Chatte" beaucoup plus petite et notamment amphidrome, ont commencé à apparaître à partir de 1825. Vice-amiral Willaumez et puis Jules Lecomte définissent la Chatte comme un type de grappin mais décrivent ensuite la Chatte amphidrome,,.
Des descriptions plus complètes sont celles de Louis Lacroix. Éditant en 1942 et 1957, bien après la disparition de la dernière Chatte, Lacroix puise dans la mémoire des derniers marins locaux qui s'en sont souvenus,.
Ses chattes sorte d'allège qui servaient notamment au transport des marchandises dans les ports, mais aussi pour la pêche au chalut, le long de la côte atlantique des baies du Morbihan à la Vendée, et notamment dans la baie de Bourgneuf (ou « baie de Bretagne ») et dans le Marais breton (en Loire-Atlantique et Vendée). Sa particularité est d'être amphidrome — de n'avoir ni d'avant ni d'arrière - ni proue ni poupe — afin de manœuvrer plus facilement dans les étiers étroits,,. 
Il apparaît au XVIe siècle. Elle a disparu de l'usage à la fin du XIXe siècle avec le déclin du commerce lié à l'envasement de la baie et l'expansion des réseaux ferroviaire et routier,.

### Coque
Les coques sont à fond plat avec une longueur d'environ 12 mètres, large de 4 mètres et d'un tirant d'eau de moins d'un mètre à pleine charge y compris 3 tonnes de lest de pierres. Elle est pointue à l'avant comme à l'arrière. Le gouvernail d'environ 2 mètres de long peut se monter indifféremment à une extrémité ou une autre. Il restait idéal pour naviguer dans les dédales des étiers, pour charger et décharger rapidement et échapper aux gabelous et un outil très prisé des contrebandiers locaux.

### Gréement
Le mât central a un gréement à voile carrée d'environ 72 m2. Les deux autres mâts, dits de misaine, un tiers plus petits que le mât central et a 8 pieds (2,44 m) des deux étraves, sont légèrement inclinés vers le centre et gréés avec voiles au tiers. 
Souvent seuls deux mâts étaient utilisés à la fois, au centre et à l'avant. Lors du changement de direction, la misaine était abaissée, le gouvernail déplacé vers l'extrémité opposée du bateau et l'autre voile d'artimon hissée sur l'autre misaine. Le bateau pouvait ainsi changer de direction sans virer de bord,.

### Projet de reconstruction
Après des recherches historiques et construction d'une maquette navigante en 2011, une association est formée en 2015 afin de réaliser la reconstruction d'une Chatte a l’échelle réelle,,,.